# Нохояха (приток Тыдэотты)
Нохояха (устар. Ного-Яха) — река в России, протекает по Ямало-Ненецкому АО. Устье реки находится в 38 км по левому берегу реки Тыдэотта. Длина реки составляет 54 км. В 36 км от устья по правому берегу впадает река Нохояхатарка.

## Данные водного реестра
По данным государственного водного реестра России относится к Нижнеобскому бассейновому округу, водохозяйственный участок реки — Пур, речной подбассейн реки — подбассейн отсутствует. Речной бассейн реки — Пур.
Код объекта в государственном водном реестре — 15040000112115300059590.